# Separació entre l'Església i l'Estat

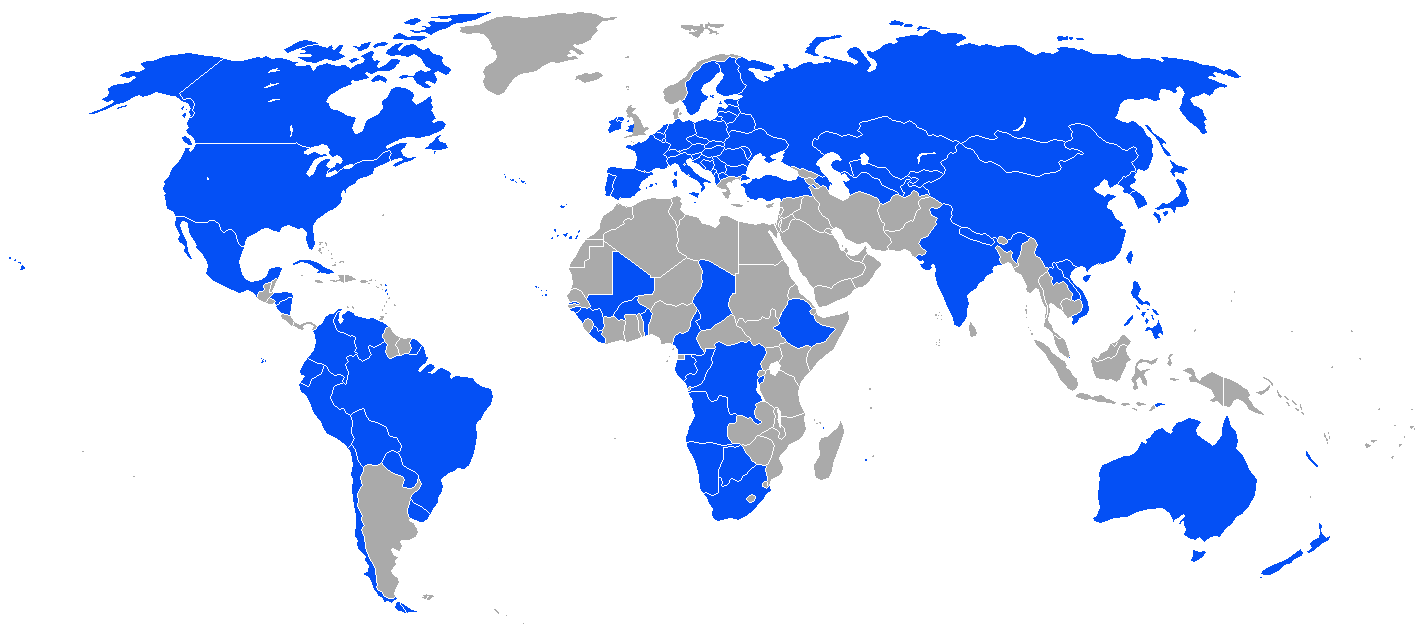
Estats laics el 2011.

La Separació entre l'Església i l'Estat és el concepte legal i polític pel qual les institucions de l'Estat i religioses (Església) es mantenen separades i l'Església no intervé en els afers públics; cada part té una autonomia per tractar els temes relacionats amb les seves esferes d'influència. És una de les mesures per les quals es busca l'establiment d'un Estat laic o aconfessional, així com parteix del procés de secularització d'una societat. La separació Església-Estat està relacionada amb l'extensió de la llibertat de culte a tots els ciutadans; i, es condiciona a partir d'aquest dret la relació entre l'Estat i l'Església. Ocorre sobretot aquells estats amb religió d'Estat o oficial que afavoreixen legal i/o informalment una religió en detriment de les altres per mitjà del patronat reial o altres accions similars.
La idea de la separació entre Església (sigui aquesta anglicana, catòlica, luterana, presbiteriana) i Estat és un fenomen que sorgeix a partir de l'humanisme, durant el Renaixement. Es consolida amb la Il·lustració, per mitjà del corrent filosòfic racionalista, arribant a ser una política oficial durant la Revolució francesa, la Independència nord-americana i les revolucions burgeses que desfan la "aliança entre el tron i l'altar".
Actualment, la separació entre l'església i l'Estat es troba plasmada en la major part de les constitucions nacionals, mitjançant l'establiment d'un estat laic. De fet la tendència al món des de l'edat moderna és cap a una secularització de l'Estat.

## Unió i separació entre l'estat i la religió al Japó
Al Japó la unió entre el poder religiós i l'estatal es diu "saisei-itchi". No fou necessàriament un concepte equiparable a la teocràcia, sinó més aviat una justificació religiosa del poder estatal. Des dels temps antics la idea que la família governant descendisca de la deessa Amaterasu s'ha mantingut fins a l'actualitat.
Aquesta característica del govern s'inicia probablement al regne de Yamatai, pel segle iii, baix el regnat de Pimiko, una reina xaman. El paper de xaman per al governant en el temps probablement va perdre el suport, fent que desapareguera la unió xaman-governant.
Des dels temps antics la idea que la família governant descendisca de la deessa Amaterasu s'ha mantingut fins a l'actualitat.
El budisme entrà des de Corea durant el segle VI dC i fou acceptat el 587 per la cort japonesa pels seus beneficis d'unificació cultural del país. Des d'aleshores tingué un paper polític que ha variat en força mantenint-se com a constant.
Amb la Restauració Meiji (1868) s'establí com a religió oficial el xintoisme estatal. Des de 1868 fins al 1945 l'emperador governà directament.
El 1945 s'inicià la separació entre la religió i la política (en japonès "Seikyō bunri").